# Gutierre de Cetina
Gutierre de Cetina (Séville, 1520-Puebla (Mexique), 1557) est un poète espagnol du XVIe siècle.

## Biographie
Issu d'une riche famille de la noblesse espagnole, il vit longuement en Italie comme soldat au service de Charles Quint et participe en 1541 à l'expédition d'Alger.
Membre de l'école pétrarquiste, il fut un des imitateurs d'Anacréon. Ses madrigaux sont les premiers connus de la langue espagnole. A la cour du prince d'Ascoli Antonio de Leiva, il lui consacre de nombreux poèmes et fréquente Diego Hurtado de Mendoza y Pacheco.
En 1554, il retourne en Espagne puis part au Mexique en 1556 où il tombe amoureux d'une certaine Leonor de Osma. Alors qu'il lui fait la cour, un rival, Hernando de Nava, l’assassine.